# Andrzej Bieleninik
Andrzej Bieleninik (ur. 1 października 1956) – polski hokeista.
Zawodnik grający na pozycji obrońcy. Karierę rozpoczynał w Stilonie Gorzów Wielkopolski. Następnie przeszedł do Legii Warszawa, gdzie grał w latach 1977–1980, by w końcu przenieść się do ŁKS-u Łódź, w którym występował przez 5 sezonów (1980–1985).